# Vlámsko
Vlámsko (též Flandry, nizozemsky Vlaams Gewest, resp. Vlaanderen, francouzsky Région flamande) je jeden ze tří regionů, které tvoří Belgické království. V lednu 2024 mělo Vlámsko 6 821 770 obyvatel, což představuje 58 % obyvatel státu. Úředním jazykem je nizozemština.

## Administrativní uspořádání

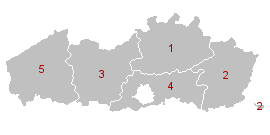
Vlámské provincie

Vlámský region zahrnuje 5 provincií:
1. Antverpy
2. Limburk
3. Východní Flandry
4. Vlámský Brabant
5. Západní Flandry
Vlámsko se dále dělí na 22 okresů (nizozemsky arrondissementen) a 308 obcí. Hlavní město je Brusel, který je sídlem Vlámské vlády a Vlámského parlamentu (územně však do Vlámského regionu nepatří). Mezi další velká města patří Antverpy, Gent, Bruggy, Lovaň a Mechelen.

## Politické uspořádání
Belgie je federativní stát, rozdělený územně na tři regiony (Vlámský region, Valonský region a Bruselský region) a jazykově na tři společenství (Vlámské, Francouzské a Německojazyčné).
Každý region a každé společenství má svoji vlastní vládu a parlament. Výjimkou je Vlámský region a Vlámské společenství, které mají společnou vládu a parlament se sídlem v Bruselu.
Formálně Vlámské společenství vykonává pravomoci Vlámského regionu. Poslanci Vlámského parlamentu zvolení v Bruselském regionu nicméně nemají právo hlasovat o záležitostech Vlámského regionu.

## Geografie a klima
Rozloha Vlámska činí 13 522 km², což je přibližně 44 % rozlohy státu. Vlámsko sousedí na severu a na východě s Nizozemskem, na jihu s Valonskem, na jihozápadě s Francií a ze severozápadu je omýváno Severním mořem.
Vlámsko zahrnuje dvě geografické oblasti – pobřežní nížinu a centrální rovinu.
Pobřežní nížina se skládá z oblasti písečných dun a oblasti polderů, chráněných systémem hrází proti mořské záplavě. Centrální rovina se nachází dále ve vnitrozemí. Je rovná a mírně svažitá s mnoha úrodnými údolími a četnými vodními cestami. Místy je terén členitější s výskytem jeskyní a malých roklí.
Klima je mírné přímořské, srážky jsou hojné po celý rok. Köppenova klasifikace podnebí: Cfb; průměrná teplota je 3 °C v lednu a 18 °C v červenci; průměrný úhrn srážek je 65 mm v lednu a 78 mm v červenci.